# Іванівка (Нікопольський район)
Іва́нівка — село в Україні, у Нікопольському районі Дніпропетровської області. Входить до складу Першотравневської сільської громади.
Колишній орган місцевого самоврядування — Павлопільська сільська рада. Населення — 72 мешканця.

## Географія
Село Іванівка знаходиться на правому березі річки Базавлук, вище за течією на відстані 1 км розташоване село Крутий Берег, нижче за течією на відстані 4 км розташоване село Водяне, на протилежному березі - село Шишкине.

## Історія
12 червня 2020 року, відповідно до розпорядження Кабінету Міністрів України № 709-р від «Про визначення адміністративних центрів та затвердження територій територіальних громад Дніпропетровської області», увійшло до складу Першотравневської сільської громади.
19 липня 2020 року, в результаті адміністративно-територіальної реформи і ліквідації Нікопольського району(1923—2020), село увійшло до складу новоутвореного Нікопольського району.